# Big Rock (Virginie)
Big Rock est une census-designated place située dans le comté de Buchanan, dans l’État de Virginie, aux États-Unis. Lors du recensement de 2020, elle comptait 199 habitants.